# Зече (Словенське Коніце)
Зече (словен. Zeče) — поселення в общині Словенське Коніце, Савинський регіон, Словенія. Висота над рівнем моря: 400,5 м.